# Laura Chiesa
Laura Chiesa (Turín, 5 de agosto de 1971) es una deportista italiana que compitió en esgrima, especialista en la modalidad de espada.
Participó en los Juegos Olímpicos de Atlanta 1996, obteniendo una medalla de plata en la prueba por equipos (junto con Elisa Uga y Margherita Zalaffi).
Ganó cinco medallas en el Campeonato Mundial de Esgrima entre los años 1989 y 1994, y una medalla de bronce en el Campeonato Europeo de Esgrima de 1992.

## Palmarés internacional
| Juegos Olímpicos   | Juegos Olímpicos         | Juegos Olímpicos  | Juegos Olímpicos   |
| Año                | Lugar                    | Medalla           | Prueba             |
| ------------------ | ------------------------ | ----------------- | ------------------ |
| 1996               | Atlanta (Estados Unidos) | Medalla de plata  | Espada por equipos |
| Campeonato Mundial |                          |                   |                    |
| Año                | Lugar                    | Medalla           | Prueba             |
| 1989               | Denver (Estados Unidos)  | Medalla de plata  | Espada por equipos |
| 1990               | Lyon (Francia)           | Medalla de bronce | Espada por equipos |
| 1992               | La Habana (Cuba)         | Medalla de bronce | Espada por equipos |
| 1993               | Essen (Alemania)         | Medalla de plata  | Espada individual  |
| 1994               | Atenas (Grecia)          | Medalla de oro    | Espada individual  |
| Campeonato Europeo |                          |                   |                    |
| Año                | Lugar                    | Medalla           | Prueba             |
| 1992               | Lisboa (Portugal)        | Medalla de bronce | Espada individual  |